# Брацейова
Брацейова (пол. Braciejowa) — село в Польщі, у гміні Дембиця Дембицького повіту Підкарпатського воєводства.
Населення — 821 особа (2011).
У 1975—1998 роках село належало до Тарновського воєводства.

## Географія
Селом протікає річка Остра.

## Демографія
Демографічна структура станом на 31 березня 2011 року:
|          | Загалом | Допрацездатний вік | Працездатний вік | Постпрацездатний вік |
| -------- | ------- | ------------------ | ---------------- | -------------------- |
| Чоловіки | 411     | 110                | 263              | 38                   |
| Жінки    | 410     | 99                 | 237              | 74                   |
| Разом    | 821     | 209                | 500              | 112                  |